# 施塔茨拉赫河
47°31′27.34″N 10°16′54.27″E / 47.5242611°N 10.2817417°E

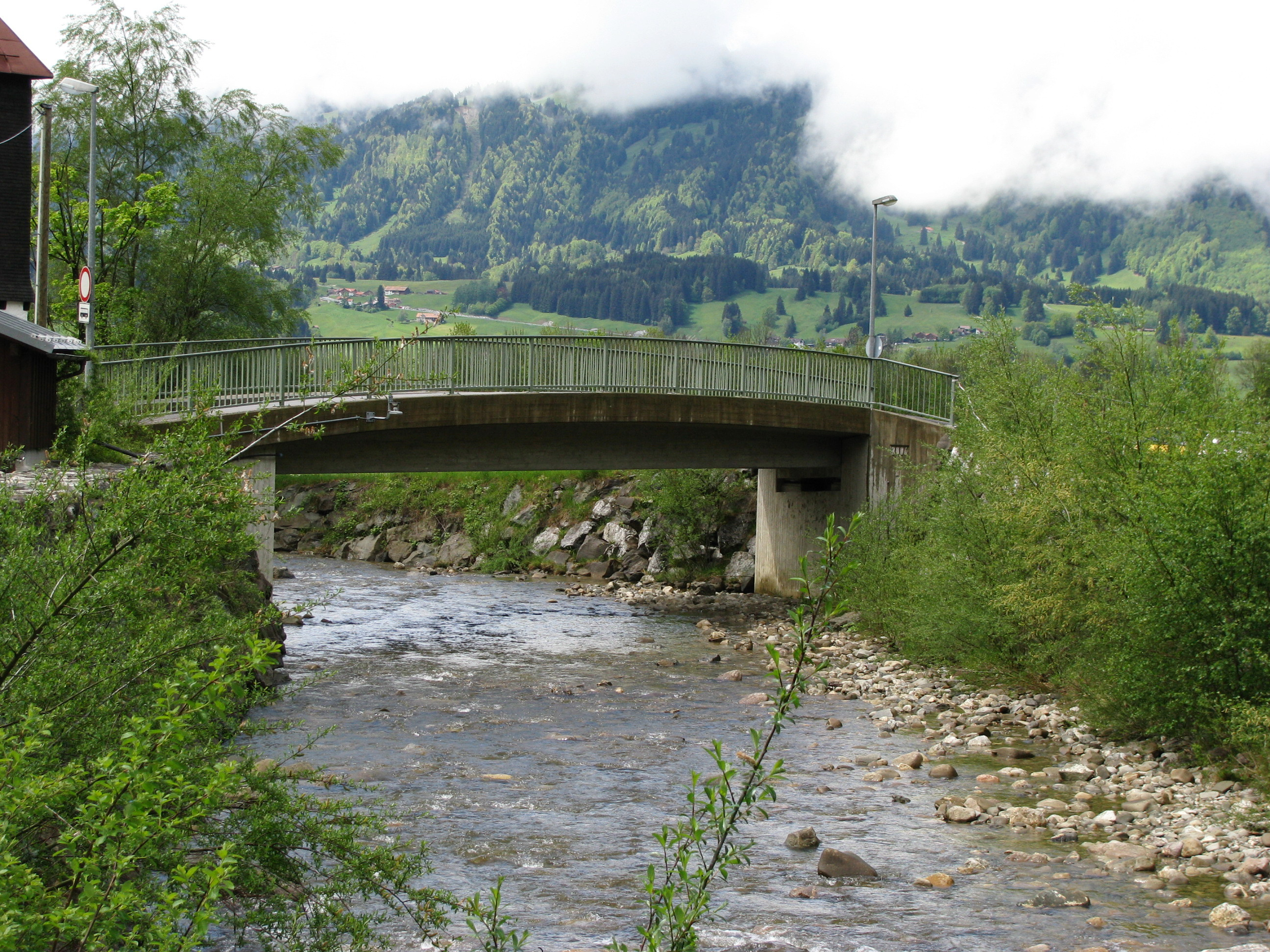
施塔茨拉赫河

施塔茨拉赫河（德語：Starzlach），是德國的河流，位於該國東南部，由巴伐利亞負責管轄，處於阿爾高阿爾卑斯山脈地區，河道全長11.1公里，流域面積20.6平方公里。